# Kossovits József
Kossovits József, Kossowits, Koschovitz (1750 után – valószínűleg Kassa, 1819. május után) magyar zeneszerző, csellista.

## Élete, munkássága
Az 1790-es években Szulyovszki Menyhért udvari muzsikusa Zemplén vármegyében, a 19. század első évtizedeiben Kassán Gróf Andrássyné zenésze volt. Legnépszerűbb dallamát, amely Csokonai A Reményhez című ódájának szövegével vált ismertté Lavotta első szerelme címen, Kazinczy Ferenc közlése alapján 1794-ben komponálta, és Bécsben jelent meg 1803-ban. Csokonai versét feltehetőleg utólag alkalmazták a dallamhoz.

## Főbb művei
- XII Danses Hongroises (Bécs, 1803)
- VI. Hungaros (vonósnégyesre, 1807)
- Ungaria Masorko Cosaki (zenekarra, 1814)